# Guarapuava
Guarapuava este un oraș în Paraná (PR), Brazilia.